# Дім музики (Відень)
Дім Музики у Відні (нім. Haus der Musik) — інтерактивний музей звуку в центрі Відня. Відкрився в 2000 році і є одним з кращих музеїв звуку і музики в Австрії. Має площу близько 5020 квадратних метрів.

## Будинок
Дім Музики у Відні розташований в історичній будівлі, що належала ерцгерцогу Карлу. Тут жив композитор Отто Ніколаї, що заснував Віденський філармонічний оркестр.

## Устройство

### Двір
У дворі Музею зазвичай працюють тимчасові виставки.

### Перший поверх
Перший поверх займає музей Віденського філармонічного оркестру. Там представлені: історія створення колективу, указ про його заснування, його нагороди. У спеціально обладнаному залі з проєкційним екраном програються відеозаписи концертів Віденського філармонічного оркестру. 

### Другий поверх
На другому поверсі знаходиться «Соносфера», тут знаходяться інтерактивні експонати, що дозволяють експериментувати зі звуком.

### Третій поверх
Третій поверх присвячений композиторам, чиї імена пов'язані з Віднем. В експозиції представлені Йозеф Гайдн, Вольфганг Амадей Моцарт, Людвіг ван Бетховен, Франц Шуберт, Штраус, Йоганн (син), Густав Малер, а також засновники Нової віденської школи Арнольд Шенберг, Альбан Берг та Антон фон Веберн.

### Четвертий поверх
На четвертому поверсі — зал, присвячений звукам майбутнього. Ідея, втілена в технологіях, полягає в тому, щоб допомогти висловити людям себе в музиці, в звуках. Тут можна побачити інструменти, звучати які змушує ваше тіло, наприклад в залі «Mind Forest» («Ліс свідомості»), знаходяться стіни, що реагують на рух рук і звучать. Також на четвертому поверсі знаходиться сувенірний магазин. 

## Нагороди
За свої експозиції Дім музики був нагороджений Премією Музеїв Австрії.